# Simpson Hills
Simpson Hills är en kulle i Antarktis. Den ligger i Västantarktis. Argentina, Chile och Storbritannien gör anspråk på området. Toppen på Simpson Hills är 1 477 meter över havet.
Terrängen runt Simpson Hills är kuperad österut, men västerut är den platt. Trakten är obefolkad. Det finns inga samhällen i närheten.